# Xenostega eurhythma
Xenostega eurhythma là một loài bướm đêm trong họ Geometridae.